# Iken

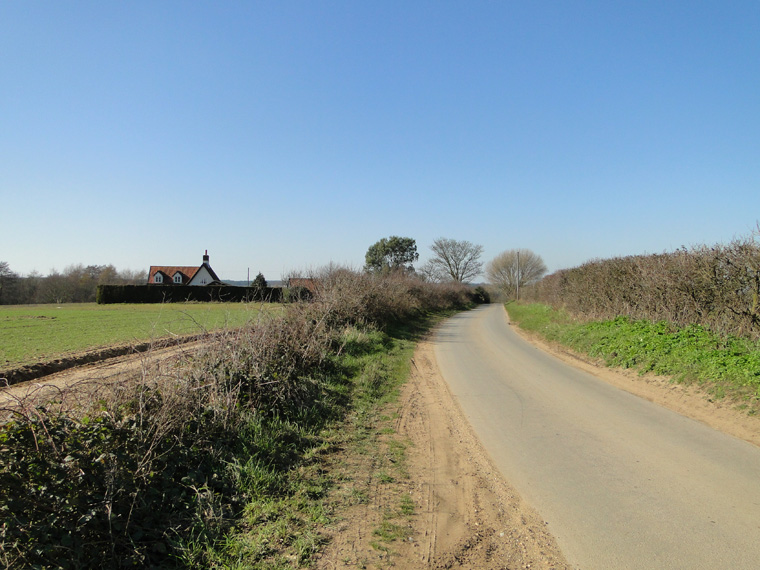
Esto es iken

## INFORMACIÓN
Encuentra todas las informaciones sobre Iken o pincha en la sección que te interesa en el menú de izquierda
Actualizar los datos
| País   | Reino Unido |
| Nación | Inglaterra  |
|        | Suffolk     |

## GEOGRAFÍA DE IKEN
Informaciones geográficas sobre la ciudad de Iken.
| Coordenadas geográficas de Iken | Latitud: 52.1407, Longitud: 1.52061 52° 8′ 27″ Norte, 1° 31′ 14″ Este |
| Altitud de Iken                 | 8 m                                                                   |
| Clima de Iken                   | Clima oceánico (Clasificación climática de Köppen: Cfb)               |

## DISTANCIA DE IKEN
Distancia (en kilómetro) entre Iken y las ciudades más grandes de Reino Unido.
| Londres 134 km el más cerca | Bristol 293 km    | Birmingham 235 km |
| Leeds 276 km                | Glasgow 560 km    | Sheffield 244 km  |
| Bradford 286 km             | Mánchester 293 km | Edinburgh 523 km  |
| Liverpool 334 km            | Cardiff 332 km    | Wakefield 266 km  |

## MAPA Y PLANO DE IKEN
Localiza fácilmente Iken gracias a la mapa, al plano y a la imagen satélite de la ciudad.
+−
Leaflet | Map data © OpenStreetMap contributors

## CIUDADES Y PUEBLOS CERCANOS DE IKEN
Mas abajo, encontrarás una lista de las ciudades y de los pueblos vecinos de Iken clasificados por distancia.
| Sudbourne 2 km    | Snape 3.6 km      | Chillesford 4.2 km |
| Tunstall 5 km     | Friston 5 km      | Aldeburgh 5.1 km   |
| Blaxhall 5.4 km   | Knodishall 6.1 km | Orford 6,1 km      |
| Sternfield 6,3 km | Butley 6,4 km     | Farnham 7,1 km     |

## HORARIO DE IKEN
Hora local en Iken y huso horario
| Hora local Iken      | 16:05:51 - 5 de mayo de 2022                                                        |
| Huso horario de Iken | UTC +0:00 (Europe/London) Horario de verano UTC +1:00 Horario de invierno UTC +0:00 |

## EL TIEMPO DE IKEN
Previsiones meteorológicas para los próximos días y el tiempo actual en Iken.

## SALIDA Y PUESTA DEL SOL IKEN
Encuentra debajo las horas de salida y puesta de sol calculadas a lo largo de 7 días para Iken.
| Día       | Salida y puesta del sol | Crepúsculo    | Crepúsculo astronómico | Crepúsculo náutico |
| --------- | ----------------------- | ------------- | ---------------------- | ------------------ |
| 3 de mayo | 06:19 - 13:50 - 21:22   | 05:40 - 22:01 | 04:48 - 22:53          | 03:41 - 00:00      |
| 4 de mayo | 06:17 - 13:50 - 21:23   | 05:38 - 22:03 | 04:45 - 22:55          | 03:37 - 00:04      |
| 5 de mayo | 06:15 - 13:50 - 21:25   | 05:35 - 22:05 | 04:43 - 22:58          | 03:33 - 00:08      |
| 6 de mayo | 06:13 - 13:50 - 21:27   | 05:33 - 22:07 | 04:40 - 23:00          | 03:28 - 00:12      |
| 7 de mayo | 06:12 - 13:50 - 21:28   | 05:31 - 22:09 | 04:37 - 23:02          | 03:24 - 00:16      |
| 8 de mayo | 06:10 - 13:50 - 21:30   | 05:29 - 22:10 | 04:35 - 23:05          | 03:20 - 00:20      |
| 9 de mayo | 06:08 - 13:50 - 21:32   | 05:27 - 22:12 | 04:32 - 23:07          | 03:15 - 00:25      |

## HOTEL IKEN
Nuestro equipo ha seleccionado para ti una lista de hoteles en Iken clasificados por relación calidad-precio. Reserva tu hotel al mejor precio.
|                   | Keva B&B BlaxhallKeva B&B is nestled in peaceful Suffolk countryside, 15 minutes’ drive from beautiful coastline. It offers a bright, airy bedroom overlooking a garden and featuring a flat-screen TV... Más información | desde £UK 60  |
|                   | YHA Blaxhall Blaxhall YHA Blaxhall is situated on the edge of Suffolk Sandlings, an Area of Outstanding Natural Beauty and home to Britain’s rarest wildlife. Free private parking is on offer, as well as a garden with BBQ facilities, and a self-catering kitchen... Más información | desde £UK 10  |
|                   | The Ship Inn Blaxhall El The Ship Inn, situado en la localidad de Blaxhall, es un pub rural con alojamiento independiente situado a solo 12,8 km de la costa de Aldeburgh. La posada ofrece conexión Wi-Fi y aparcamiento de forma gratuita. Las habitaciones del The Ship Inn, cómodas y acogedoras, cuentan con TV de pantalla plana, nevera y baño con ducha y artículos de aseo gratuitos. También hay secadores de pelo y planchas disponibles bajo petición. El acogedor bar presenta interiores con vigas a la vista, organiza eventos de música en directo con frecuencia y sirve una amplia selección de cervezas ale y otras bebidas. El restaurante sirve un desayuno inglés completo por las mañanas. Para la cena se ofrecen platos caseros elaborados principalmente con productos frescos de origen local. La posada se encuentra a 13 minutos en coche del club de golf de Woodbridge y a solo 34 minutos en coche de la localidad de Ipswich... Más información | desde £UK 50  |
|                   | Crown and Castle OrfordSituated in Orford, on the beautiful Suffolk Coast, the award-winning Crown and Castle has a lively bistro and elegant rooms with garden views. The hotel is co-owned by Country House Rescue’s Ruth Watson... Más información | desde £UK 115 |
|                   | The Brudenell AldeburghThe Brudenell ofrece vistas panorámicas a la costa de Suffolk y está a unos metros de la playa de Aldeburgh. Este hotel elegante alberga un restaurante galardonado y una terraza situada junto al mar... Más información | desde £UK 80  |
| Ver más hoteles » | |               |

## EN LOS ALREDEDORES DE IKEN
Más abajo, una lista de actividades y puntos de interés en Iken y sus alrededores

### Central nuclear
| Sizewell nuclear power stations 10.8 km | Bradwell nuclear power station 61.6 km | Central nuclear de Gravelines 132.4 km |

## PÁGINA DE IKEN
| Enlace directo |                                  |
| DB-City.com    | Iken 2.5/5 (2021-05-27 07:40:41) |